# Sulejów (stacja kolejowa)
Sulejów – dawna wąskotorowa stacja kolejowa w Sulejowie, w województwie łódzkim, w Polsce.